# Monastero di San Benedetto (Subiaco)
Il monastero di San Benedetto, o Santuario del Sacro Speco, è un antico monastero benedettino che si trova nel territorio di Subiaco, nella Città metropolitana di Roma Capitale, nel Lazio.

## Descrizione

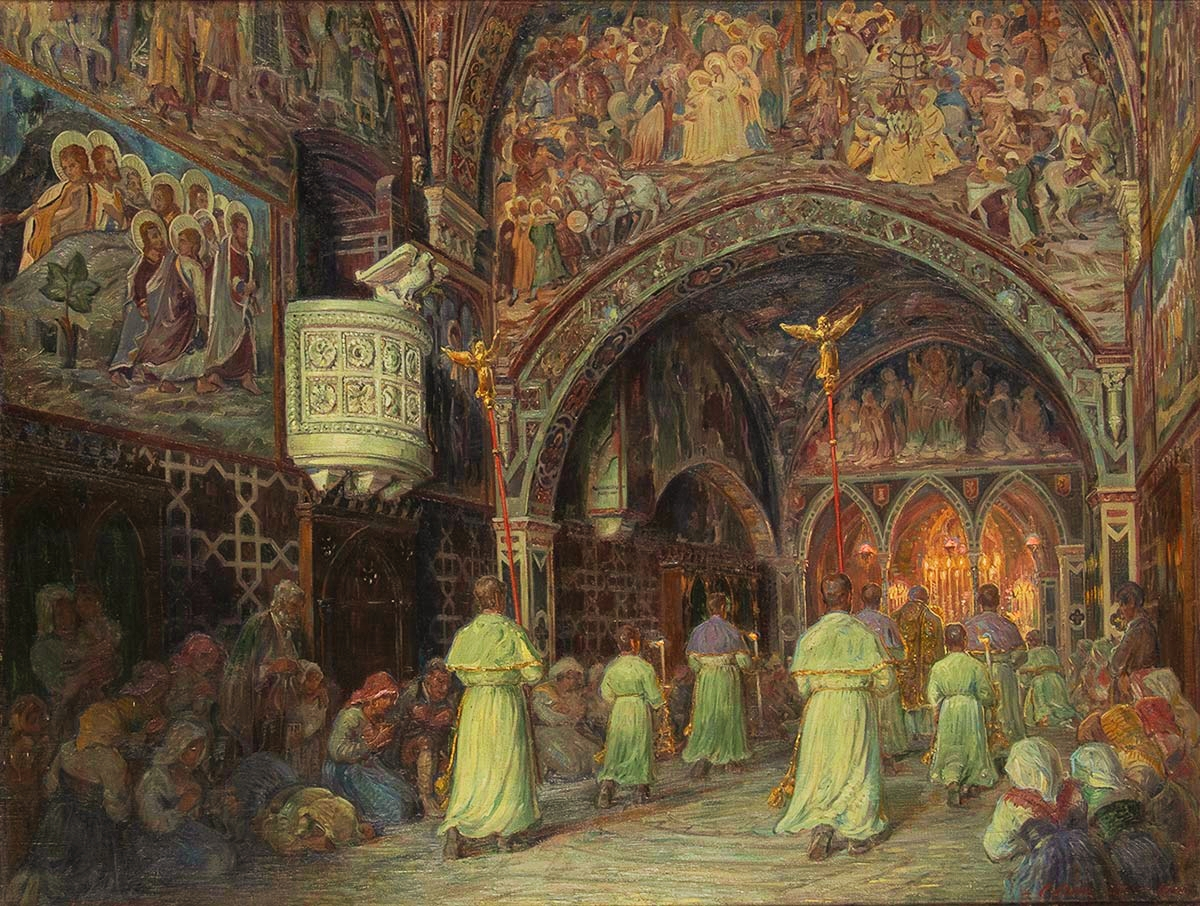
Processione nel monastero di San Benedetto a Subiaco del pittore danese Carl Budtz Møller, 1920

Il monastero si erge nella curvatura di una immensa parete di roccia del Monte Taleo ed è sorretto da nove alte arcate, in parte ogivali.
L'interno, complicato labirinto di ambienti, chiesette, cappelle, talvolta ricavate dalla roccia, è ricoperto da una preziosa decorazione a fresco di varie epoche, dalle prime opere bizantine (VIII secolo) al prezioso ritratto di san Francesco (1223), prima fedele raffigurazione del Santo realizzata prima ancora che fosse assurto alla gloria degli altari, alle pitture di Magister Consolus (XIII secolo), ai notevoli affreschi di scuola senese e umbro-marchigiana che decorano la chiesa superiore e altri ambienti (secoli XIV e XV). I cicli pittorici più significativi risalgono al XIII e XIV secolo e sono ben conservati. Tre le tematiche principali sviluppate dagli artisti: la Passione di Cristo, la vita della Madonna e la vita di San Benedetto da Norcia.
L'affresco che ritrae Francesco d'Assisi, ritenuto la prima nonché la sua più fedele raffigurazione, fu realizzato 3 anni prima della sua morte probabilmente durante il suo soggiorno nel 1223-1224 e riporta un Francesco privo di stimmate e di aureola. Notevole anche la statua di San Benedetto, opera di Antonio Raggi (1657).
Il monastero fu persino invaso dai soldati tedeschi durante la seconda guerra mondiale venendo così trasformato in un ospedale di guerra. Fu però abbandonato dopo i bombardamenti alleati che distrussero la facciata principale dello storico edificio. Dopo quest'evento il monastero crebbe a livello di popolarità fina a diventare patrimonio dell'Unesco nel 2001.

## Galleria d'immagini

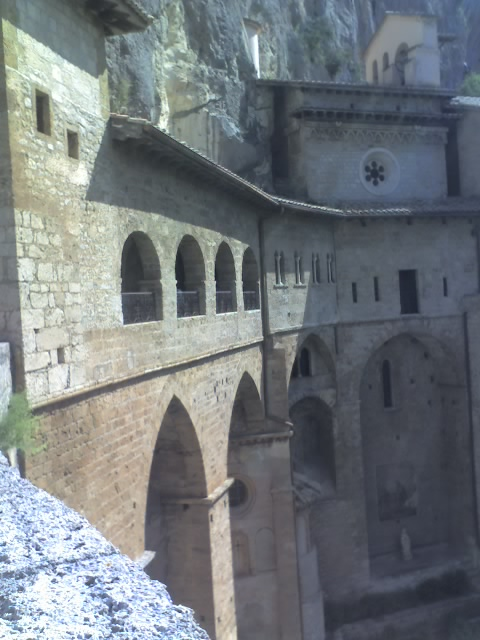
Sacro Speco di Subiaco
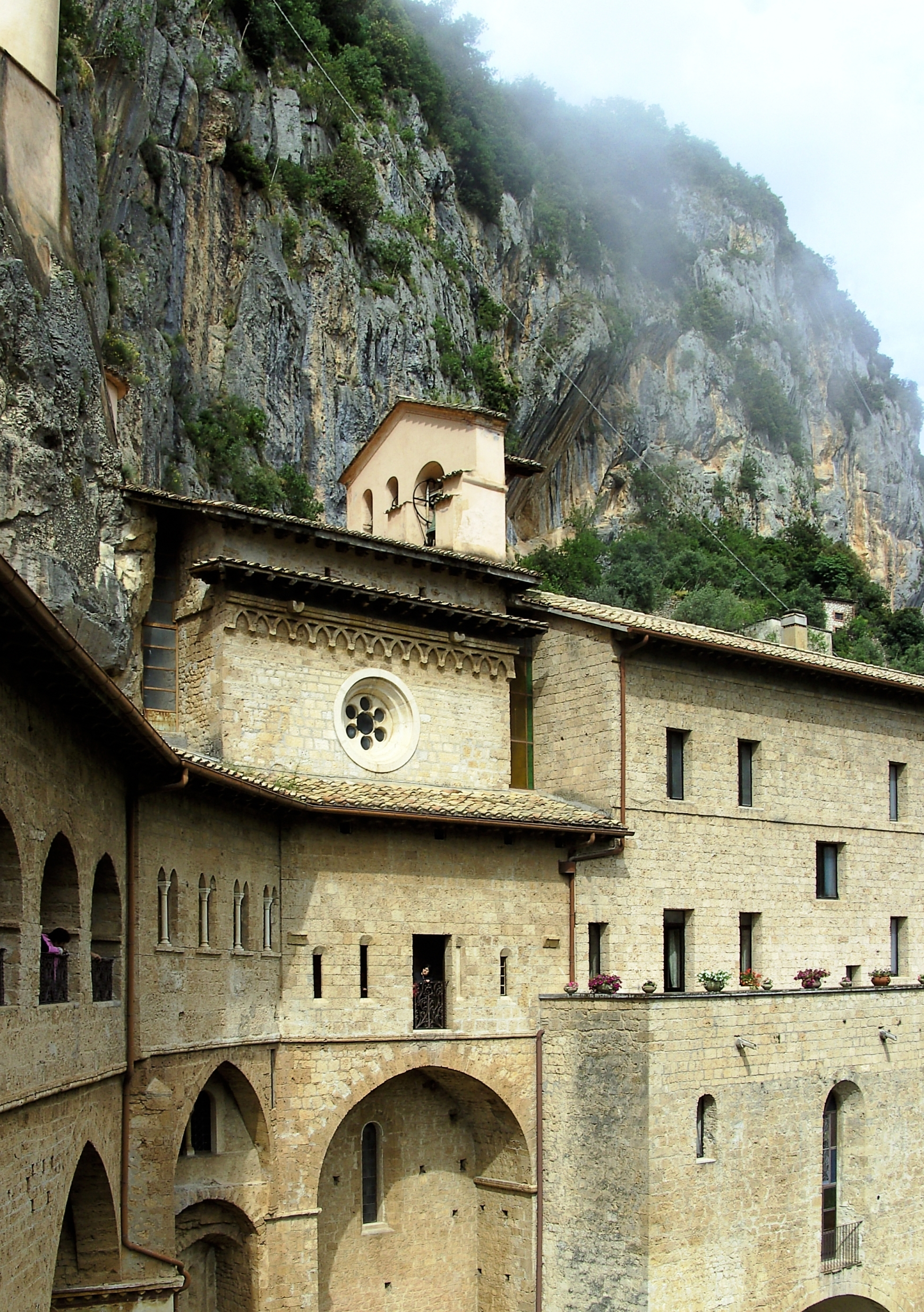
Sacro Speco di Subiaco
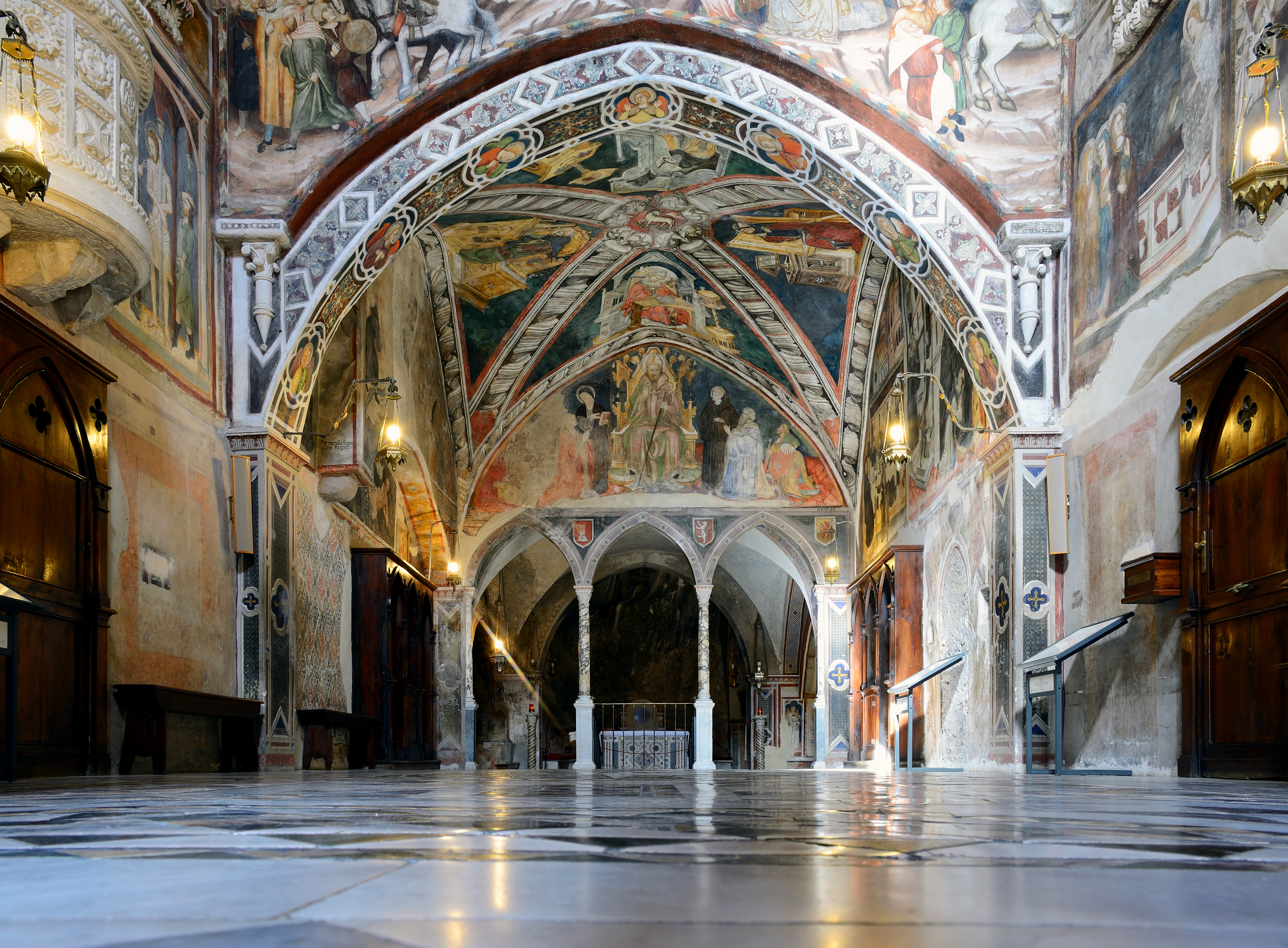
La chiesa medievale del monastero del Sacro Speco